# Daman (dystrykt)

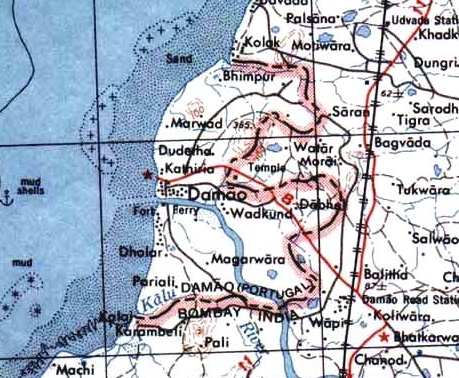
Daman na mapie z 1956

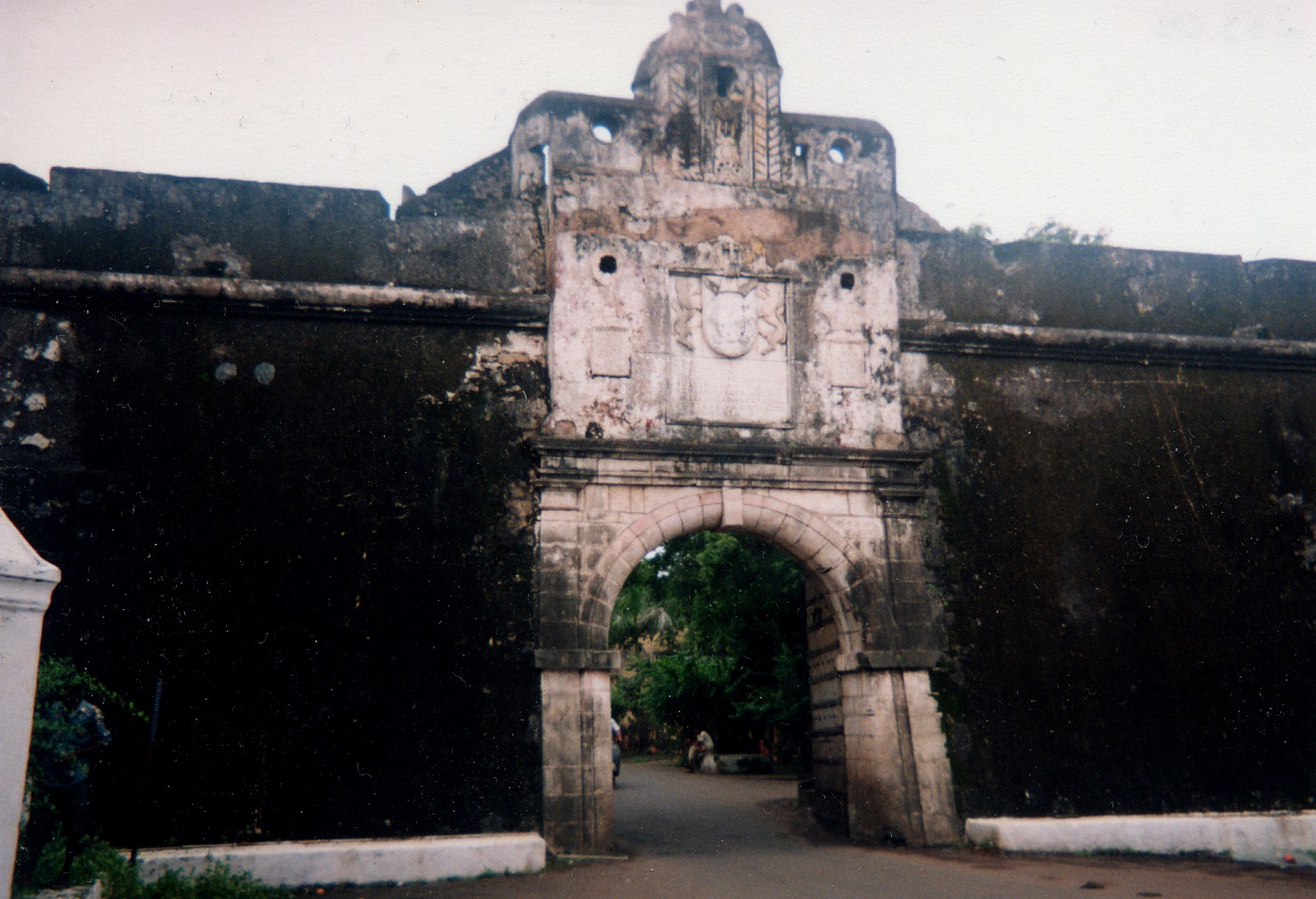
Główna brama do fortu Nani Daman (Damão Pequeno)

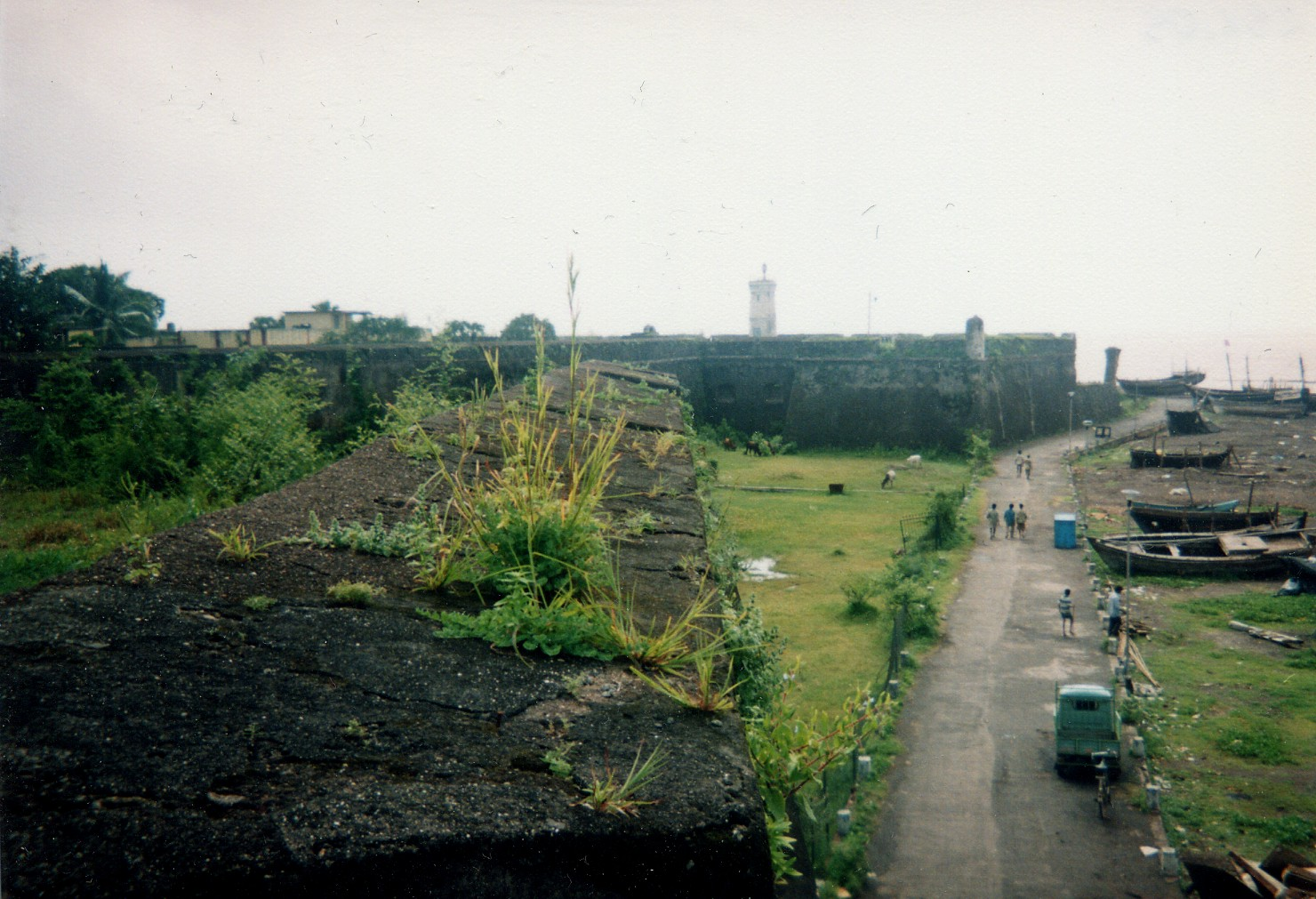
Zewnętrzne mury fortu Moti Daman (Damão Grande)

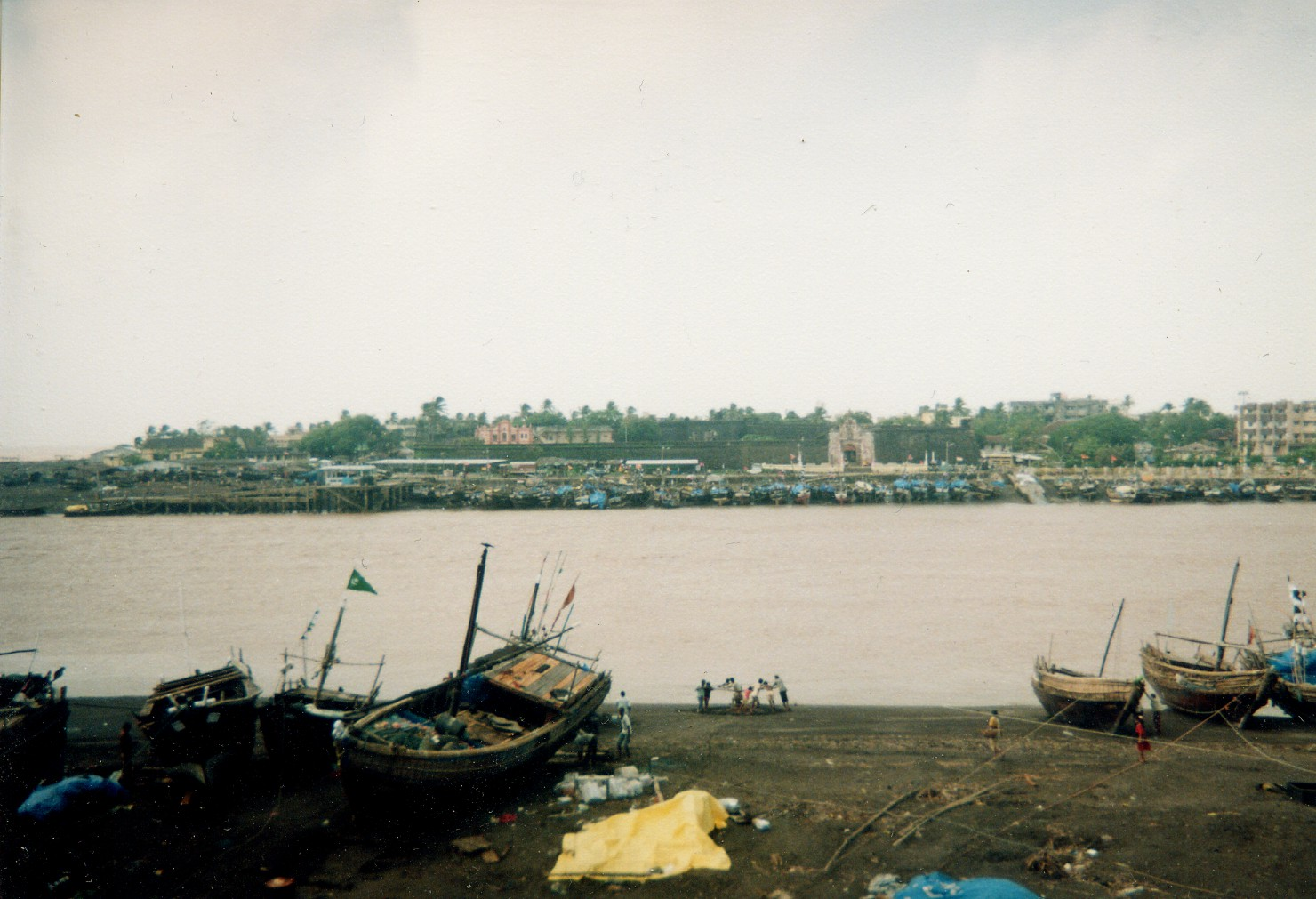
Rzeka Daman Ganga i fort Nani Daman widziane z Moti Daman

Daman (hindi दमन, trb.: Daman, trl.: Daman; gudźarati દમણ, trl.: Damaṇ; ang. Daman; port. Damão) – dystrykt wchodzący w skład indyjskiego terytorium związkowego Dadra, Nagarhaweli, Daman i Diu.

## Położenie
Dystrykt leży na zachodnim wybrzeżu Indii, nad Morzem Arabskim, graniczy tylko ze stanem Gudźarat. Głównym miastem dystryktu, a zarazem stolicą całego terytorium związkowego, jest Daman. Miasto to składa się z dwóch dawnych miast Nani Daman (port. Damão Pequeno) i Moti Daman (port. Damão Grande) leżących na przeciwległych brzegach rzeki Daman Ganga.

## Historia
Daman został zajęty przez Portugalczyków w 1531, a formalnie został przekazany Portugalii przez sułtana Gujaratu w 1539. Daman stał się jednym z terytoriów wchodzących w skład Indii Portugalskich (Índia Portuguesa, Estado da Índia). Panowanie portugalskie zakończyło się 19 grudnia 1961, kiedy to w wyniku krótkotrwałej wojny indyjsko-portugalskiej, portugalskie posiadłości zostały przyłączone do Indii.
Po zajęciu terytorium na obu brzegach ujściowego odcinka rzeki Daman Ganga zbudowano forty. Fort w Moti Daman został wybudowany w 1559 - zajmuje 30.000 m², posiada 10 bastionów i 2 bramy. Fort w Nani Daman zajmuje 12.250 m², posiada 3 bastiony i 2 bramy.

## Demografia
Jeden z mniejszych dystryktów Indii – ma powierzchnię 72 km², a zamieszkany jest przez 191 173 osoby(2011), co daje mu 631. miejsce pod względem ludności spośród 640 dystryktów istniejących podczas spisu powszechnego w 2011. Gęstość zaludnienia wyniosła 2,655 osób/km², a na każdego mężczyznę przypadało 0,534 kobiety.
Liczba ludności (dane z 2011):
|        | Ogółem  | Ogółem | Kobiety | Kobiety | Mężczyźni | Mężczyźni |
| osób   | %       | osób   | %       | osób    | %         |           |
| ------ | ------- | ------ | ------- | ------- | --------- | --------- |
| Ogółem | 191 173 | 100    | 66 514  | 34,79   | 124 659   | 65,21     |
| Miasto | 158 860 | 83,10  | 52 568  | 27,50   | 106 292   | 55,60     |
| Wieś   | 32 313  | 16,90  | 13 946  | 7,29    | 18 367    | 9,61      |

▶Wieś vs ▶miasto
Ogółem (▶k, ▶m)
Miasto (▶k, ▶m)
Wieś (▶k, ▶m)